# El ninot diabòlic
El ninot diabòlic (títol original: Child's Play) és una pel·lícula de terror estatunidenca dirigida per Tom Holland, estrenada l'any 1988, i és el primer volum d'una sèrie de pel·lícules de terror que posen en escena el personatge de Chucky. Ha estat doblada al català

## Argument
Charles Lee Ray és un assassí en sèrie psicòpata, conegut com a «estrangulador de Lakeshore», que, intentant escapar a les forces de l'ordre, és mort en un magatzem de joguines de Chicago. Abans de morir, utilitza la màgia vodú per ubicar la seva ment en una nina. Karen Barclay ofereix al seu fill Andy aquest ninot que imita el físic d'un petit noi pèl-roig en mono de treball. Es tracta d'un ninot "Good Guys", que fa furor amb els joves d'aquesta època, i que Andy desitjava tenir...

## Repartiment
- Catherine Hicks: Karen Barclay
- Chris Sarandon: Detectiu Mike Norris
- Alex Vincent: Andy Barclay
- Brad Dourif: Charles Lee Ray / Chucky (veu)
- Dinah Manoff: Maggie Peterson
- Tommy Swerdlow: Jack Santos (Mario)
- Jack Colvin: Dr. Ardmore
- Neil Giuntoli: Eddie Caputo
- Juan Ramírez: El sense sostre
- Alan Wilder: Mr. Criswell
- Richard Baird: El periodista
- Raymond Oliver: John Simonsen (Dr. Death)
- Tyler Hard: Mona
- Ted Liss: George

## Al voltant de la pel·lícula

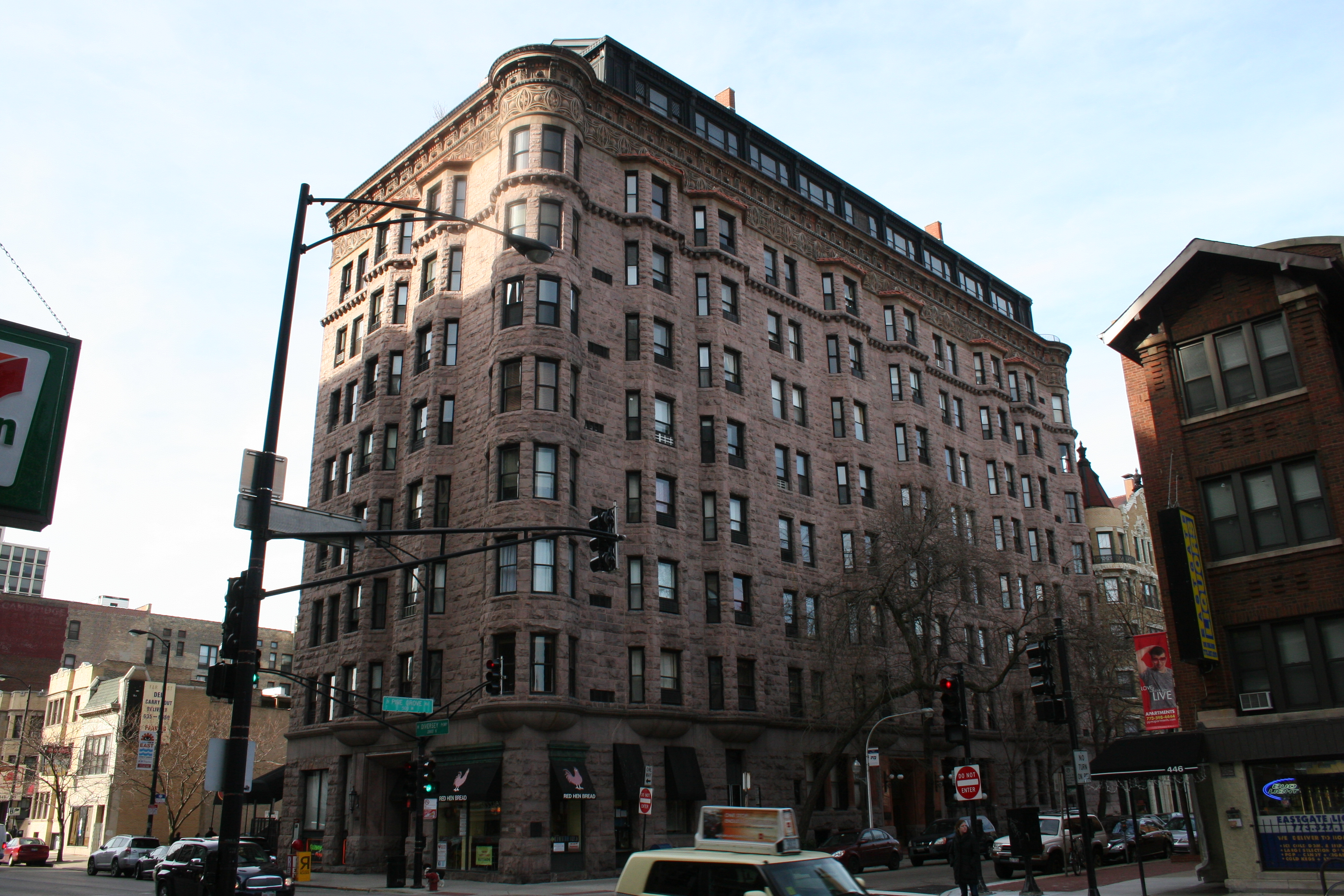
Apartaments Brewster a Chicago.

- El nom complet de Chucky, Charles Lee Ray, està inspirat en famosos assassins: Charles Manson, Lee Harvey Oswald i James Earl Ray.
- La cangur al principi havia de morir electrocutada prenent un bany. Aquesta escena va ser finalment utilitzada l'any 1998 en La promesa de Chucky.
- Encara que una pel·lícula de terror de primer grau, la pel·lícula és igualment una lleugera sàtira de la indústria de la joguina de la nina als Estats Units, trencant la seva imatge d'innocència i de cursileria. D'altra banda, el vestuari de les nines Good Guy està directament inspirat del de les nines My Buddy de la marca de joguines Hasbro.
- El primer cartell de la pel·lícula no menciona directament Chucky, mostrant just la cangur caient per la finestra i dels ulls dolents en el cel de tempesta.
- L'encantament vodú que pronuncia Chucky és fictícia, però diu el nom de Damballa, que és un Loa de la religió vudú.
- El ninot diabòlic s'inspira en Dead of Night de 1945, d'Alberto Cavalcanti, i de Devil Doll de 1964, de Lindsay Shonteff.
- La pel·lícula ha estat rodada als apartaments Brewster, un immoble residencial de Chicago.

## Premis i nominacions
- Premi a la millor actriu per Catherine Hicks, i nominació al premi a la millor pel·lícula de terror, millor guió i millor jove actor per Alex Vincent, per l'Acadèmia de cinema de ciència-ficció, fantàstic i terror 1990.